# برهان‌الدین تونی
برهان الدین تونی معروف به برهان الدین فاضل خان تونی از دولتمردان قرن یازدهم و دوازدهم است. وی داماد و برادرزاده ملا علاءالملک تونی معمار معروف دوره صفویه است.

## زندگی‌نامه
برهان الدین تونی (زاده قرن یازدهم تون) فرزند ملامیر تونی از علمای برجسته دوره صفوی است.
برهان الدین به دعوت اورنگ‌زیب پادشاه هندوستان در شوال سال ۱۰۷۳ از شهر تون به هندوستان سفر کرد.
برهان الدین به سبب تواناییش و همچنین خدمات عمویش ملا علاءالملک تونی، به شاه جهان و اورنگ‌زیب به دربار پادشاه اورنگ‌زیب راه یافت.

## حکومت بر کشمیر
برهان الدین پس از مناسب دیوانی که در پایتخت داشت والی کشمیر شد. در این دوره بیش از دو هزار پیاده و ۴۰۰ سوار در اختیار او بود.
اورنگ زیب به او پیشنهاد داد تا به نیابت شاهزاده معظم حکومت لاهور را به دست گیرد ولی برهان الدین نپذیرفت.
برهان الدین طی این سالها القابی چون اعتمادخان، قابل خان و فاضل خان را دریافت کرد.

### خدمات و آثار
در دوره حکومتش بر کشمیر مالیات بر غله داری و دامداری را لغو کرد. در دوره او مدارس، مساجد، باغها، رباطها، سرایها بسیاری ساخته شد.

## وفات
برهان الدین به سال ۱۱۱۳ در شهر برهانپور درگذشت.